# إنتقام الزمن (مسلسل)
إنتقام الزمن هو مسلسل تلفزيوني جريمة إثارة وتشويق جزائري عُرض لأول مرة في رمضان 1445 هـ (2024) على شاشة تلفزيون الجزائري.

## قصة
في إطار من التشويق والإثارة، يكشف المسلسل خفايا ظاهرة اختطاف الأطفال في المجتمع الجزائري، حيث تتشابك الأحداث في عالم مليء بالغموض والخطر. ومع تصاعد التوتر، تنكشف أسرار مروعة تقود إلى شبكة مظلمة للمتاجرة بالأعضاء البشرية. بين البحث عن الحقيقة والنجاة من براثن الجريمة، يخوض الأبطال سباقًا مع الزمن لإيقاف الكارثة قبل فوات الأوان.

## الممثلون
البطولة
- شيماء عطا الله
- خديجة مزيني
- سليمان بن واري
- محمد الطاهر زاوي
- كنزة مرسلي
- يوسف سحيري
- مناد امبارك
- رضوان مرابط
- شيلة إكرام منارة
- علي ناموس

وعدة نجوم وممثلين جزائريين